# CrossFit Games
Els CrossFit Games són una competició atlètica patrocinada per Crossfit Inc. i Reebok. que es fa cada estiu des de l'any 2007. Els atletes competeixen en workouts que coneixen hores o dies abans, consistint majoritàriament en un assortiment d'exercicis aeròbics, halterofília, i moviments de gimnàstica; així com altres elements de sorpresa addicionals que no són tan propis del CrossFit com curses d'obstacles, natació a l'oceà, llançament de softball, o ascendir per un tauler de clavilles. Els jocs de CrossFit anomenen els guanyadors individuals com els «més forts de la terra» (Fittest on Earth).

## Campions per any i categoria
| Any  | Homes individuals | Dones individuals         | Equip                   |
| ---- | ----------------- | ------------------------- | ----------------------- |
| 2007 | James Fitzgerald  | Jolie Gentry              | CrossFit Santa Cruz     |
| 2008 | Jason Khalipa     | Caity Assumpte            | CrossFit Oakland        |
| 2009 | Mikko Salo        | Tanya Wagner              | Nord-oest CrossFit      |
| 2010 | Graham Holmberg   | Kristan Clever            | CrossFit Fort Vancouver |
| 2011 | Ric Froning Jr.   | Annie Thorisdottir        | CrossFit New England    |
| 2012 | Ric Froning Jr.   | Annie Thorisdottir        | Hack's Pack UTE         |
| 2013 | Ric Froning Jr.   | Samantha Briggs           | Hack's Pack UTE         |
| 2014 | Ric Froning Jr.   | Camille Leblanc-Bazinet   | CrossFit Invictus       |
| 2015 | Ben Smith         | Katrín Tanja Davíðsdóttir | CrossFit Mayhem Freedom |
| 2016 | Mathew Fraser     | Katrín Tanja Davíðsdóttir | CrossFit Mayhem Freedom |
| 2017 | Mathew Fraser     | Tia-Clair Toomey          | Wasatch CrossFit        |
| 2018 | Mathew Fraser     | Tia-Clair Toomey          | CrossFit Mayhem Freedom |
| 2019 | Mathew Fraser     | Tia-Clair Toomey          | CrossFit Mayhem Freedom |